# Sandema

Sandema är en ort i norra Ghana. Den är huvudort för distriktet Builsa North, och folkmängden uppgick till 5 226 invånare vid folkräkningen 2010.